# Seigneuries et postes de colonisation de la Nouvelle-France
L'Amérique française s'est d'abord développée en Nouvelle-France selon le régime seigneurial introduit en 1627 par le cardinal de Richelieu. Tout au long de la colonisation française des Amériques, ce régime avait pour but principal de donner un accès maritime direct à toutes les seigneuries attribuées par la France aux colons de la Nouvelle-France. La division en seigneuries a principalement marquée le territoire de l'Acadie et du Canada. Cependant, les quatre colonies de la Nouvelle-France, incluant la Louisiane et Terre-Neuve, ont toutes été intimement liées les unes aux autres quant à leur peuplement français. Au XVIIIe siècle, l'Amérique française s'est étendue aux Antilles françaises, lesquelles ont aussi joué un rôle important dans le peuplement de la Nouvelle-France, notamment dans le sud de la Louisiane.
La dénomination des seigneuries était soit basée sur le nom du ou des seigneurs (propriétaires terriens) ou sur un attrait naturel.
Le peuplement français en Amérique du Nord connaît deux grandes périodes, soit la Nouvelle-France (1534–1763) et l'Après-Conquête. Contrairement au régime seigneurial privilégié en Nouvelle-France, les colons français ont à faire face à des régimes cadastraux différents après les conquêtes territoriales effectuées par la Grande-Bretagne sur les territoires de la Nouvelle-France. Principalement, les cantons et les comtés constituent le mode privilégié par les Britanniques de l'Amérique du Nord, mais selon le territoire actuel sur lequel ils sont établis - provinces du Canada ou États des États-Unis d'Amérique - les colons français de chaque région connaissent une évolution différente quant à leur développement régional et à l'administration de leurs terres.

## La Nouvelle-France
L'explorateur français Jacques Cartier arrive en Nouvelle-France en 1534, après le voyage de l'explorateur italien Giovanni da Verrazano, mandataire du roi de France, en 1524. Bien que le XVIe siècle soit en grande partie une période de découverte et d'exploration, plusieurs tentatives de peuplement français sont effectuées, mais sans succès apparent. Les premiers postes de colonisation permanents sont implantés en 1600 sur le site du village actuel de Tadoussac, en 1603 à Port-Royal et en 1608 à Québec, mais c'est à l'arrivée du premier colon, Louis Hébert, que la véritable colonisation française débute en Nouvelle-France en 1617. Au fil des ans, l'exploration de nouveaux territoires agrandira les limites de la Nouvelle-France, et cette dernière sera divisée en quatre colonies distinctes, à savoir l'Acadie, le Canada, la Louisiane et Terre-Neuve. Bien que la colonie du Canada sera le centre colonial de la Nouvelle-France, avec Québec pour capitale, chaque colonie aura ses propres particularités quant à son administration, son développement et son histoire.

### Acadie
Baronnie de Pobomcoup
Propriétaire : Philippe Mius d'Entremont (procureur du roi, lieutenant-major et baron de Pobomcoup)
La baronnie était située sur le territoire actuel du village actuel de Pubnico, dans le sud-est de la Nouvelle-Écosse.
Marquisat de Miscou
Le marquisat était situé à l'emplacement de l'île Miscou et de ses environs.
Seigneuries
- Seigneurie d'Aulnay
- Seigneurie de Beaubassin
- Seigneurie de Biencourt
- Seigneurie de Cloridan
- Seigneurie de Cocagne
- Seigneurie de Coude
- Seigneurie des Douacques
- Seigneurie de Grandpré
- Seigneurie de Grosbois
- Seigneurie de Magos
- Seigneurie des Messieurs de Saint-Sulpice
- Seigneurie de Miscou
- Seigneurie de Montesson
- Seigneurie d'Ombourg[3]
- Seigneurie de Port-Royal
- Seigneurie de Poutrincourt[4]
- Seigneurie de Shoolbred
- Seigneurie du Vieux-Logis

- Île Sainte-Croix (Nouveau-Brunswick/Maine)
- Port-Royal (Annapolis Royal, NE)
- Baie-Ste-Marie (Clare, NE)
- Isle Madame
- Chéticamp (Île-du-Cap-Breton, NE)
- Fort Beauséjour (Pont-à-Buot, NB)
- Fort Gaspareaux (Port Elgin, NB)
- Fort Ménagouèche (Saint-Jean, NB)
- Fort Pentagouët (embouchure du fleuve Penobscot, ME)
- Forteresse de Louisbourg
- Port-la-Joie (Charlottetown, IPE)

### Baie du Nord
Symbole de la rivalité franco-britannique, la grande région entourant la Baie du Nord (Baie d'Hudson) était un territoire propice au commerce de la fourrure.
- Fort Saint-Jacques (Waskaganish, QC)
- Fort Témiscamingue

### Canada
La colonie du Canada comptait environ 240 seigneuries réparties essentiellement le long du fleuve et du golfe du Saint-Laurent. Parmi ces seigneuries, certains territoires ont été formés et renommés afin de consentir à leur propriétaire un titre de noblesse plus élevé que celui de seigneur. Ainsi, le territoire du Canada comptait trois baronnies, une châtellenie et deux comtés. Toutefois, aucun duché ni principauté ne fut formé au Canada. À l'exception de ces désignations, tous les titres de noblesse que certains colons portaient en Nouvelle-France, en plus de ceux de chevalier, vicomte et marquis, se référaient à des territoires situés dans la métropole.
Baronnie Des Islets

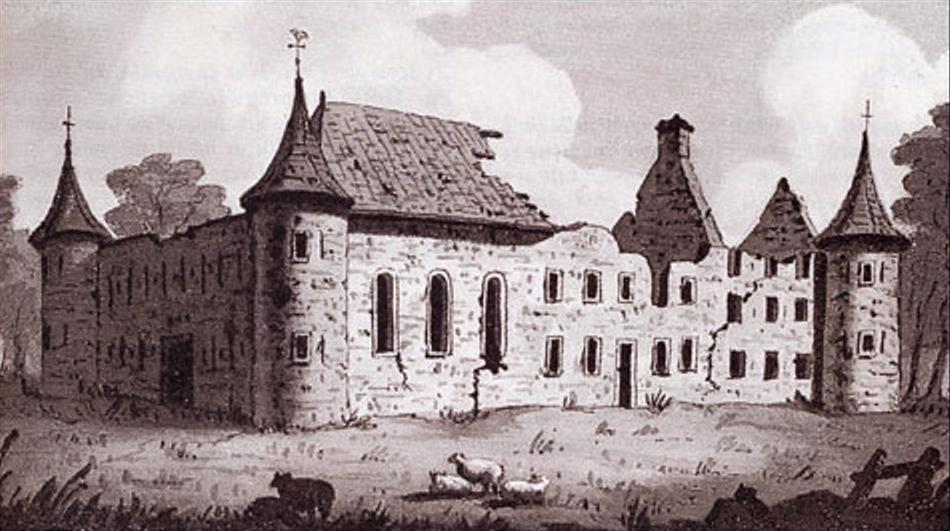
Le château fort de Longueuil

Date de première concession : 1672
Propriétaire : Jean Talon (intendant et baron Des Islets)
La baronnie fut élevée à ce rang à partir de la seigneurie Des Islets, puis érigée en comté d'Orsainville en 1675.
Baronnie de Longueuil
Date de première concession : 26 janvier 1700
Propriétaire : Charles Le Moyne (baron de Longueuil)
Érigée à partir de la seigneurie de Longueuil.
Baronnie de Portneuf
Date de première concession : mars 1681
Propriétaire : René Robinau de Bécancour (premier grand voyer et baron de Portneuf)
Érigé à partir de la seigneurie de Portneuf.
Châtellenie de Coulonge
Date de première concession : 9 avril 1657
Propriétaire : Louis d'Ailleboust de Coulonge et d'Argentenay (gouverneur et châtelain de Coulonge)
Superficie : 124 arpents
Résultat de la transformation de la terre de Belleborne achetée en 1653.
Le parc du Bois-de-Coulonge, dans la ville de Québec, est situé à l'emplacement de la châtellenie.
Comté d'Orsainville
Résultat de la transformation de la baronnie Des Îlets qui fut auparavant une seigneurie, un des deux seuls comtés que la Nouvelle-France ait connus était situé à l'ouest de la seigneurie de Notre-Dame-des-Anges, partant des bords de la rivière Saint-Charles. Le roi Louis XIV éleva la baronnie au rang de comté en 1675 en guise de reconnaissance pour l'intendant Jean Talon (comte d'Orsainville). Lorsque ce dernier se départit du comté, celui-ci retomba au rang de seigneurie. Contrairement au territoire de l'ancienne municipalité d'Orsainville, annexée à Charlesbourg, puis à Québec, ce fief n'était pas situé sur les mêmes terres, mais bien à l'ouest de l'actuelle autoroute Laurentienne.
Saint-Laurent
Françoise Jucherau Duchesnay, fut la première comtesse, ce comté fut créé à la demande de François Berthelot, secrétaire du roi Louis XIV de France et de Navarre.
Le comté occupait l'espace de l'île d'Orléans entière, et comptait 6 fiefs/seigneuries, soit: Pointe d'Argentenay, Saint-François, Sainte-Famille, Saint-Jean, Saint-Pierre et Saint-Laurent, toutes devenues des paroisses civiles et religieuses sauf la première.
Bourg-Royal
Bien que le régime seigneurial fut le mode de lotissement privilégié en Nouvelle-France, une concession fait fi du régime seigneurial et se trouve par le fait même être unique en son genre en Amérique du Nord. En effet, dans un but de regroupement des colons et de leur protection mutuelle, l'intendant Jean Talon fonde Bourg-Royal en 1665 selon un plan de lotissement radial. Dans ce système de division des terres, les terres sont divisées en forme de triangle tronqué et déployées autour d'un point central, la commune, où se trouve l'église de la concession. Bourg-Royal est à l'origine de l'ancienne municipalité de Charlesbourg, aujourd'hui un arrondissement de la ville de Québec. Son quadrilatère central était situé à l'emplacement du Trait-Carré.
Marquisat du Sablé
Le marquisat Du Sablé, était un marquisat situé près de Trois-Rivières.
Seigneuries
Un des symboles les plus marquants du paysage québécois d'aujourd'hui et du développement de la civilisation française en Amérique, le régime seigneurial, de par ses terres rectangulaires et de par ses rangs alignés le long des cours d'eau, peut encore être remarqué du haut des airs dans les campagnes québécoises, dans la vallée du Saint-Laurent.
- Seigneurie d'Alainville
- Seigneurie de l'Anse-de-l'Étang
- Seigneurie d'Argenteuil
- Seigneurie de Batiscan
- Seigneurie de Beaumont
- Seigneurie de Beaupré
- Seigneurie de Bellechasse
- Seigneurie de Bellefeuille
- Seigneurie de Berthier
- Seigneurie du Bic
- Seigneurie de Boisbriand
- Seigneurie de Bonsecour
- Seigneurie de Boucherville
- Seigneurie de Cap-Chat
- Seigneurie de Carillon
- Seigneurie de Carufel
- Seigneurie de Chambly
- Seigneurie de Champlain
- Seigneurie de Châteauguay
- Seigneurie de l'Espinay
- Seigneurie de Fournier
- Seigneurie de Gagné
- Seigneurie de Gamache
- Seigneurie de Grand Pabos
- Seigneurie de Grande-Anse
- Seigneurie de Grande-Rivière
- Seigneurie de la Grande-Vallée-des-Monts
- Seigneurie de Granville
- Seigneurie de Granville-Lachenaye
- Seigneurie de Hocquart
- Seigneurie de l'Île de Montréal
- Seigneurie de l'Île-d'Orléans
- Seigneurie de l'Isle Perrot
- Seigneurie de l'Île-Ronde
- Seigneurie de l'Isle-aux-Grues
- Seigneurie de l'Isle-aux-Oies
- Seigneurie de l'Islet
- Seigneurie de l'Islet-à-la-peau
- Seigneurie de l'Islet-du-Portage
- Seigneurie de l'Isle-Verte
- Seigneurie de Kamouraska
- Seigneurie de La Chesnaye
- Seigneurie du Lac-des-Deux-Montagnes
- Seigneurie du Lac-Matapédia
- Seigneurie du Lac-Mitis
- Seigneurie de La Durantaye
- Seigneurie de La Martinière
- Seigneurie de Lamollaie
- Seigneurie de Lanaudière
- Seigneurie de La Petite-Nation
- Seigneurie de La Pocatière
- Seigneurie de Lasalle
- Seigneurie de Lauzon
- Seigneurie de Lavaltrie
- Seigneurie de La Vérendrye
- Seigneurie de Le Parc
- Seigneurie de Lepage-Thibierge
- Seigneurie de Lessard
- Seigneurie de Livaudière
- Seigneurie de Longueuil
- Seigneurie de Lotbinière
- Seigneurie de Madawaska
- Seigneurie de Maskinongé
- Seigneurie de Matane
- Seigneurie de Mitis
- Seigneurie des Mille-Îles
- Seigneurie des Mille-Vaches
- Seigneurie de Mingan
- Seigneurie de Mont-Louis
- Seigneurie de Nicolas Rioux
- Seigneurie de la Nouvelle-Longueuil
- Seigneurie de Pachot
- Seigneurie de Paspébiac
- Seigneurie de Percé
- Seigneurie de la Pointe-à-l'Orignal
- Seigneurie de Port-Daniel
- Seigneurie de Port-Joly
- Seigneurie de Portneuf
- Seigneurie de Ramezay
- Seigneurie de Repentigny
- Seigneurie de Rigaud
- Seigneurie de Rigaud de Vaudreuil
- Seigneurie de Rimouski
- Seigneurie de la Rivière-de-la-Magdeleine
- Seigneurie de la Rivière-du-Loup
- Seigneurie de Rivière-du-Sud
- Seigneurie de Rivière-Ouelle
- Seigneurie de Saint-Barnabé
- Seigneurie de Saint-Denis-de-la-Bouteillerie
- Seigneurie de Saint-Denis-de-Sainte-Anne
- Seigneurie de Saint-Gervais
- Seigneurie de Saint-Jean
- Seigneurie de Saint-Michel
- Seigneurie de Saint-Valier
- Seigneurie de Sainte-Anne-des-Monts
- Seigneurie de Sainte-Claire
- Seigneurie de Sainte-Croix
- Seigneurie de Soulanges
- Seigneurie de Témiscouata
- Seigneurie de Terrebonne
- Seigneurie du Tremblay
- Seigneurie de Trois-Pistoles
- Seigneurie de Varennes
- Seigneurie de Vaudreuil
- Seigneurie de Villechauve ou de Beauharnois
- Seigneurie de Vincelot
- Seigneurie de Vincennes
- Seigneurie de Vouzon-Lamotte

- La Citadelle de Montréal
- La Citadelle de Québec
- Fort Senneville (Senneville, QC)

Le fonds d'archives des seigneuries de la région de Montréal . - 1672-1966 
est conservé au centre d'archives de Montréal de Bibliothèque et Archives nationales du Québec. 

#### Terres de la Couronne
Les terres publiques de la Couronne constituaient les parties du territoire de la colonie qui n'étaient concédées par le gouvernement colonial à des particuliers. Aucune division territoriale particulière n'y était effectuée et les coureurs des bois s'y aventuraient abondamment pour le commerce de la fourrure. De nos jours, la propriété étant de juridiction provinciale, le Québec a adopté la dénomination « terres du domaine de l'État » pour désigner ses terres publiques, lesquelles composent environ 92 % du territoire québécois.
La plupart des forts de la vallée du Saint-Laurent étaient situés à l'intérieur des limites d'une seigneurie. Cependant, certains forts servaient principalement à la défense de la colonie et étaient donc situés sur les terres publiques de la Couronne (terres du domaine de l'État).
Les forts suivants constituaient une lignée de fortifications s'étendant, dans l'ordre, du confluent de la rivière Richelieu et du fleuve Saint-Laurent jusqu'au confluent du fleuve Hudson et de l'extrémité sud du lac Champlain. Ainsi, ces forts étaient situés à l'est du territoire de la confédération iroquoise afin de protéger la colonie du Canada contre les attaques anglaises et iroquoises.
- Fort Richelieu (Sorel-Tracy, QC)
- Fort Saint-Louis (Chambly, QC)
- Fort Saint-Jean (Saint-Jean-sur-Richelieu, QC)
- Fort Sainte-Anne (Isle La Motte, VT)
- Fort Saint-Frédéric (Crown Point, NY)
- Fort Carillon (Ticonderoga, NY)

#### Les Pays d'en Haut
Les Pays d'en Haut était une région particulière du Canada et composaient essentiellement la partie ouest de la colonie, à savoir tout le bassin des Grands Lacs et de l'Outaouais ainsi que les Prairies. Ils faisaient partie intégrante des terres publiques de la Couronne.
Bien que les fortifications des Pays d'en Haut étaient principalement conçues pour la traite de la fourrure, certains forts furent bâtis afin de protéger la Nouvelle-France contre les invasions anglaises et iroquoises, notamment des attaques les plus imminentes provenant de l'est, près des colonies britanniques, et du nord, près de la baie du Nord (baie d'Hudson).
En plus du fort Senneville situé près de Ville-Marie (Montréal), les forts suivants constituaient une lignée de forts militaires situés le long du fleuve Saint-Laurent et du lac Ontario jusqu'à la rivière Niagara.
- Fort de La Présentation (Ogdensburg, NY)
- Fort Lévis (Isle Royale - Ogdensburg, NY)
- Fort Frontenac (Kingston, ON)
- Fort Rouillé (Toronto, ON)
- Fort Niagara (Youngstown, NY)

Les forts suivant furent construits afin de pourvoir au commerce de la fourrure dans la vallée de l'Ohio, mais aussi afin de prémunir la Nouvelle-France contre les invasions anglaises dans la région.
- Fort Duquesne (Pittsburg, PA)
- Fort Le Boeuf (Waterford, PA)
- Fort Machault (Franklin, PA)
- Fort Presque Isle (Erie, PA)
- Fort de la Rivière au Bœuf (Waterford, PA)

Comme pour tous les autres forts, ceux-ci servaient aussi au commerce de la fourrure, mais étaient aussi utilisés pour le développement de l'ouest et pour la découverte d'une nouvelle mer.
- Fort Bourbon (Grand Rapids, MB)
- Fort Buade (St. Ignace, MI)
- Fort de la Corne (Prince Albert, SK)
- Fort Coulonge (Fort-Coulonge, QC)
- Fort Dauphin (Winnipegosis, MB)
- Fort Kaministiquia (Thunder Bay, ON)
- Fort La Reine (Portage La Prairie, MB)
- Fort La Jonquière (Calgary, AB)
- Fort Maurepas (Selkirk, MB)
- Fort Miami (St. Joseph, MI)
- Fort Michilimakinac (Mackinaw City, MI)
- Fort Paskoya (Cedar Lake, MB)
- Fort Ponchartrain (Détroit, MI)
- Fort Rouge (Winnipeg, MB)
- Fort Saint-Charles (Angle Inlet, MN)
- Fort Saint-Joseph (Niles, MI)
- Fort Saint-Joseph (Port Huron, MI)
- Fort Saint-Pierre (Fort Frances, ON)
- Fort Sandoské

### Louisiane
- Bâton-Rouge
- Biloxi

Premier site de la colonisation française en Louisiane, et première capitale de la Louisiane, Biloxi est fondé par Pierre Le Moyne d'Iberville en 1699.
- Cahokia

En 1673, le site de la ville actuelle de Chicago est atteint pour la première fois par les Européens. C'est le père Jacques Marquette et le coureur des bois Louis Jolliet qui découvre le site, mais c'est seulement en 1682 que René-Robert Cavelier de La Salle prend possession du territoire au nom du roi de France.
- Fort Beauharnois (Wacouta Township, MN)
- Fort Cavagnial (Kansas City, KS)
- Fort de Chartres (Prairie du Rocher, IL) - près de Saint-Louis, MO

Érigé en 1720, le Fort de Chartres devient le centre administratif du Pays des Illinois (Haute-Louisiane), région du nord de la Louisiane.
- Fort Chécagou (Chicago, IL)
- Fort Condé (Mobile, AL)
- Fort Crèvecœur (Crève Cœur, IL)
- Fort Massiac (Massac County, IL)
- Fort Maurepas (Ocean Springs, MS)
- Fort Orléans (Brunswick, MO)
- Fort Ouiatenon (West Lafayette, IN)
- Fort Rosalie (Natchez, MS)
- Fort Saint-Jean-Baptiste (Paroisse des Natchitoches, LA)
- Fort Saint-Louis (Inez, TX)
- Fort Saint-Louis-des-Illinois (Fort Pimiteoui) (Starved Rock, IL)
- Fort Saint-Philippe des Miamis (Fort Wayne, IN)
- Fort Tombecbé (Epes, AL)
- Fort Toulouse (Wetumpka, AL)
- Fort Vincennes (Vincennes, IN)
- Fort Kaskaskia
- Lafayette
- La Nouvelle-Orléans

Jean-Baptiste Le Moyne de Bienville fonde La Nouvelle-Orléans en 1718. Elle deviendra la troisième capitale de la Louisiane en 1723. De nos jours, la présence française dans cette région peut être remarquée dans le quartier du Vieux-Carré, qui en est le centre historique.
- La Petite Roche (Little Rock, Arkansas)

Mobile devient la deuxième capitale de la Louisiane.
- Pays des Cadiens (Cajuns)
- Sainte-Geneviève

### Plaisance
L'histoire de Terre-Neuve démontre que le peuplement français de la colonie fut principalement concentré à Plaisance au sud-ouest de la péninsule d'Avalon,,. Les gouverneurs de Terre-Neuve se succédèrent, et la France tenta de garder le contrôle des bancs de poissons à proximité de l'île malgré les rivalités coloniales avec la Grande-Bretagne. De plus, le peuplement de la colonie de Terre-Neuve incluait les îles françaises actuelles de Saint-Pierre-et-Miquelon, situées au large du site de Plaisance.

### Autres établissements
- Fort Caroline (Jacksonville, FL)

Le Fort Caroline fut bâti en 1564, mais fut capturé par les Espagnols quelque temps après sa construction.
- Nouvelle-Angoulême (New York, NY)

Nouvelle-Angoulême fut fondée en 1524 par Giovanni Da Verrazano au nom du roi François 1er, mais fut capturée par les Néerlandais qui fondèrent Nouvelle-Amsterdam avant que New York ne soit fondé par les Anglais.

## Après-Conquête
Les quatre colonies de la Nouvelle-France sont divisées en différents territoires britanniques après les conquêtes territoriales de chacune d'elles. 
À partir des prises de contrôle anglaise, tant les Acadiens, les Canadiens, les Louisianais et les Terre-Neuviens connaissent une évolution différente. 
À même chacune de ces anciennes colonies françaises, les colons de chaque colonie respective sont séparés en groupes différents au fil des ans, et connaissent donc aussi une histoire différente les uns par rapport aux autres.